# 圣奥利瓦
圣奥利瓦，是西班牙加泰罗尼亚塔拉戈纳省的一个市镇。总面积10平方公里，总人口2261人（2001年），人口密度226人/平方公里。